# تد وید (بازیکن فوتبال، زاده ۱۹۰۱)
تد وید (انگلیسی: Ted Wade؛ زادهٔ ۲۹ سپتامبر ۱۹۰۱) بازیکن فوتبال اهل بریتانیا است.
از باشگاه‌هایی که در آن بازی کرده‌است می‌توان به باشگاه فوتبال اکستر سیتی و باشگاه فوتبال برنلی اشاره کرد.